# Playa de Palombina
La playa de Palombina es una de las playas de la parroquia de Celorio, en el concejo de Llanes (Asturias, España).
Se enmarca en las playas de la Costa Oriental de Asturias, parte de la Costa Verde, y está considerada paisaje protegido, desde el punto de vista medioambiental (por su vegetación). Por este motivo está integrada, según información del Ministerio de Agricultura, Alimentación y Medio Ambiente, en el Paisaje Protegido de la Costa Oriental de Asturias.

## Descripción
La playa de la Palombina presenta forma de concha con un tómbolo.
Se la considera una playa urbana por estar ubicada en el mismo núcleo de Celorio, lo cual hace que tenga una gran afluencia de bañistas.
Como servicios cuenta con duchas, papeleras, salvamento, limpieza y paseo marítimo. Además, en 2014 consiguió la Bandera Azul y la Q de Calidad. Aunque se puede acceder con coche, no posee aparcamiento propio.